# Wilhelm Reinhold Tersmeden
Wilhelm Reinhold Tersmeden, född 6 september 1823 på Frövi bruk, död 17 februari 1869 i Stockholm, var en svensk adelsman, sergeant och underlöjtnant vid livregementets husarkår. 

## Biografi
Tersmeden blev sergeant 1847, därefter avlade han en officersexamen 1849. Han blev underlöjtnant vid livregementets husarkår 1849, vilken han lämnade 1854. Han dog ogift, utan barn. Han var verksam i Karlsborg.
Wilhelm Reinhold, föddes som son till kusinerna Carl Reinhold och Gustafva Tersmeden. Fadern var ryttmästare och disponent. 